# Diaana Babnicova
Diaana Babnicova (* 2009 in Manchester) ist eine britische Schauspielerin.

## Leben und Karriere
Babnicova wurde in Manchester geboren. Sie begann ihre Schauspielkarriere im Alter von acht Jahren und erhielt mit zehn Jahren ein Stipendium für die Sylvia Young Theatre School in London.
Ihr Bühnendebüt gab sie als Shonelle in der West End-Produktion von Andrew Lloyd Webbers School of Rock im Gillian Lynne Theatre. 2020 war sie in dem Netflix-Film Jingle Jangle Journey: Abenteuerliche Weihnachten! zu sehen. Anschließend trat sie 2021 in 
Don’t Breathe 2 auf. Außerdem bekam Babnicova 2023 in der Serie  Fünf Freunde eine Hauptrolle. Unter anderem wurde sie 2024 für den Film Kraven the Hunter  gecastet.

## Filmografie
Filme
- 2019: Better
- 2020: Jingle Jangle Journey: Abenteuerliche Weihnachten! (Jingle Jangle: A Christmas Journey)
- 2021: Don’t Breathe 2
- 2021: Swipe Right
- 2024: Sound of Hope: The Story of Possum Trot
- 2024: Kraven the Hunter

Serien
- 2020: Isolation the Series
- 2022: Little Darlings
- 2022: On Tour: Little Darlings
- 2023–2024: Fünf Freunde (The Famous Five)